# Montagne d'Outray
La montagne d'Outray est une montagne de France située en Savoie, dans le massif du Beaufortain.

## Géographie
La montagne d'Outray est située dans le sud-est de la France, en Savoie, sur les territoires communaux de Beaufort dont le bourg se trouve au sud-ouest et de Hauteluce dont le bourg se trouve au nord-ouest. La montagne s'élève à 2 346 mètres d'altitude dans le massif du Beaufortain, entourée par la vallée du Dorinet au nord, le lac de la Girotte au nord-est, les rochers des Enclaves par-delà le col du Sallestet à l'est, la vallée du Doron de Beaufort au sud et le village de Beaufort au sud-ouest. Le lac du Bout de Crêt se trouve sur l'adret de la montagne, au nord-est du sommet.
Les pentes de la montagne sont couvertes de forêt jusqu'à une altitude de 1 800 à 1 900 mètres pour laisser la place à des alpages dont l'exploitation par des éleveurs de vaches laitières produit du beaufort tandis que la zone sommitale est plus rocailleuse.
Le cœur de la montagne est constitué d'un batholite de granite tandis que des micaschistes forment ses flancs orientaux et occidentaux et des marnes et des calcaires du Jurassique inférieur s'étendent sur le bas de ses pentes occidentales.
La montagne est incluse dans la ZNIEFF de type I « Montagne d'Outray - Rocher des Enclaves » et dans la ZNIEFF de type II « Beaufortain »,.

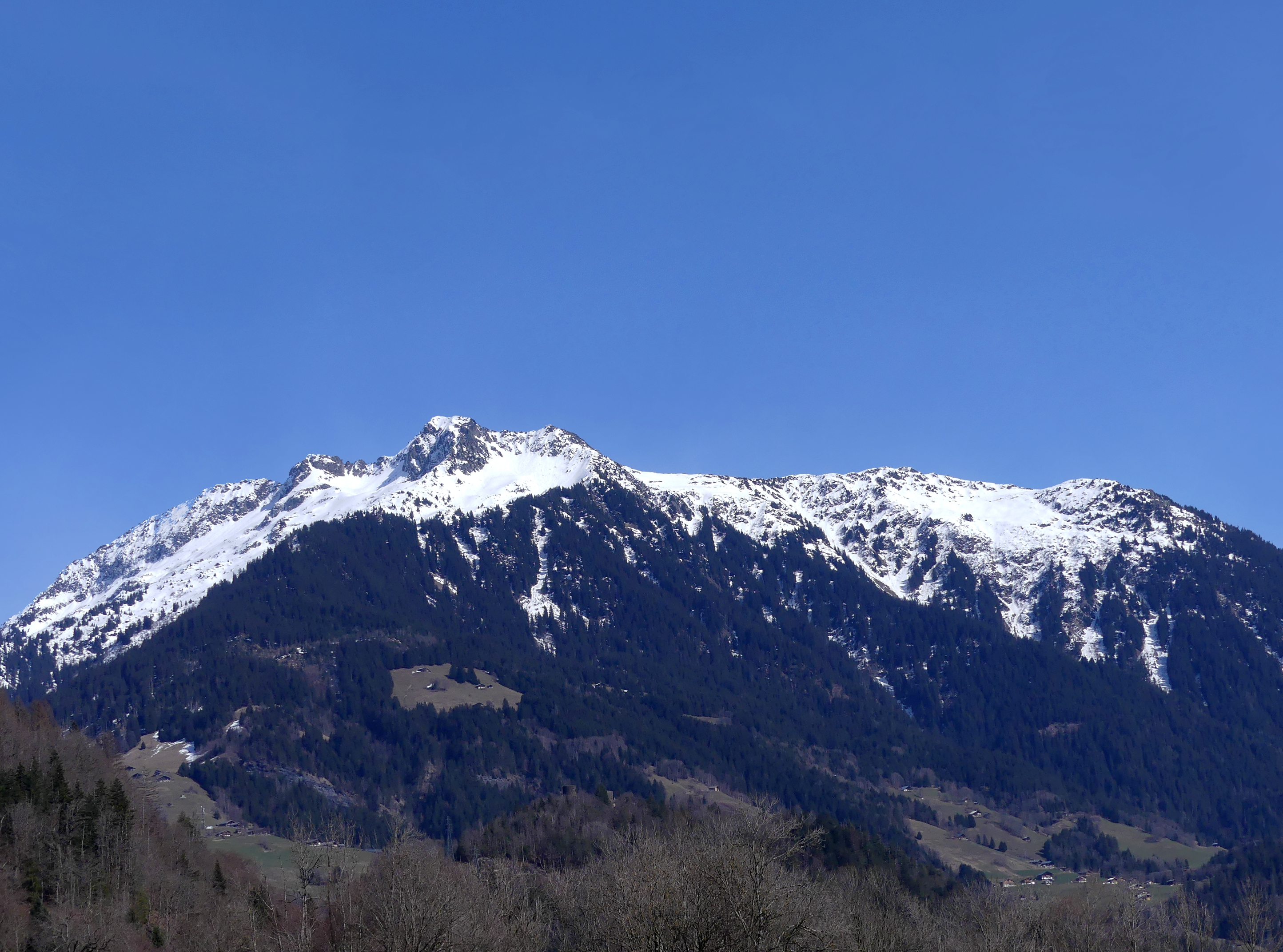
Vue hivernale de la montagne d'Outray depuis Villard-sur-Doron à l'ouest.